# The Fatal Sign

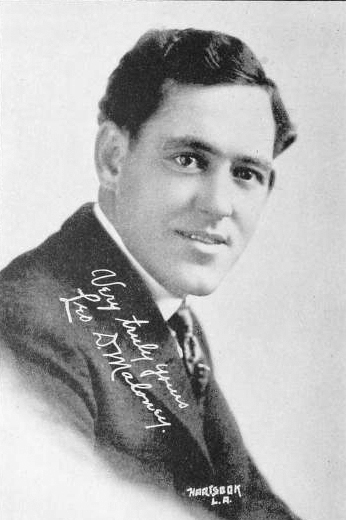
Leo D. Maloney, ator do seriado.

The Fatal Sign é um seriado estadunidense de 1920, gênero drama, dirigido por Stuart Paton em 14 capítulos, estrelado por Claire Anderson e Harry Carter. Produzido e distribuído pela Arrow Film Corporation, veiculou nos cinemas estadunidenses entre 1 de fevereiro, quando estreou o primeiro capítulo, “The Sign of the Rat”, e 2 de maio de 1920. Foi o primeiro seriado produzido pela Arrow, que anteriormente apenas distribuía os seriados.
Este seriado é considerado perdido.

## Elenco
- Claire Anderson - Genevieve
- Harry Carter - Indigo
- Leo D. Maloney - Jerry
- Boyd Irwin - Sydney
- Joseph W. Girard
- Frank Tokunaga
- Fontaine La Rue
- Jack Richardson